# Митрофан Слотвинський
Митрофан Слотвинський (*до 1690 - † 7 грудня 1752, Твер) — український релігійний діяч доби Гетьманщини. Ректор Харківського Колегіуму та Слов'яно-Греко-Латинської академії у Москві. Єпископ Російської православної церкви з титулом Тверський та Кашинський. Член Святійшого Синоду Російської імперії.

## Життєпис
Навчався у Києві на Гетьманщині, потім у Львові у Речі Посполитій. Після закінчення навчання викладав у Києво-Могилянській академії.
1726 — ігумен Митрофан призначений ректором Харківського Колегіуму.

### Еміграція на Московщину
1730 — із Харкова емігрує на Московщину, де відразу стає ректором Московської слов'яно-греко-латинської академії та архімандритом Заіконоспаського монастиря.
8 листопада 1738 призначений єпископом Тверським та Кашинським ВПСРІ. 1739 він заснував новий навчальний заклад - Тверську духовну семінарію. Проте її роботу було важко налагодити через брак освічених кадрів. Єпископ Митрофан добився аби на Московщину переїхав улюбленець Київського митрополита Тимофія Щербацького -  монах із Києва Йоаникій Скабовський. Саме його призначають ректором Семінарії, після цього справа пішла добре. 
Водночас з єпископським служінням Митрофан з 18 травня 1739 по 1 вересня 1742 був Управителем Московської Синодальної області. Це був час найбільших впливів українських православних діячів на церковні справи у Російській імперії. 3 жовтня 1740–1749 — член Святійшого Синоду ВПСРІ. 27 липня 1744 — зведений в сан архієпископа.
Помер 7 грудня 1752 похований в катедральному соборі Твері.